# Fukomys foxi
Fukomys foxi е вид бозайник от семейство Bathyergidae.

## Разпространение
Видът е разпространен в Камерун и Нигерия.